# Signal carré
Pour les articles homonymes, voir Carré (homonymie).

Formes d'onde sinusoïdale, carrée, triangulaire et en dents de scie.

Un signal carré est une sorte d'onde non–sinusoïdale que l'on rencontre le plus souvent en électronique ou dans le cas du traitement du signal. Un signal carré idéal alternerait régulièrement et instantanément entre deux niveaux. On peut obtenir de tels signaux à l'aide d'un générateur de créneaux.

## Origines et usages
On rencontre couramment les signaux carrés dans les circuits de commutation numérique et dans les systèmes binaires logiques où ils sont tout naturellement générés. Ils sont utilisés comme référence temporelle car leurs transitions rapides sont précieuses pour synchroniser des systèmes à des intervalles très précis. Cependant, comme on peut le voir sur le diagramme des fréquences, un signal carré comporte une grande quantité d'harmoniques qui peuvent générer un rayonnement électromagnétique ou des pics de courant pouvant interférer avec des circuits de précision à proximité. Dans ce cas on leur préfèrera des signaux sinusoïdaux.
En musique
- Les signaux carrés sont décrits comme sonnant creux.
- Ils sont aussi utilisés comme base pour créer des sons d'instrument à vent par synthèse sonore soustractive.
- Les effets de distorsion pour les guitares électriques coupent les bords de l'onde sinusoïdale qui ressemble d'autant plus à un signal carré qu'on applique plus de distorsion.
- Les premiers générateurs électroniques de sons ne pouvaient générer que des sons carrés, qui sont communément appelés "sons électroniques" et encore aujourd'hui associés au jeu vidéo.

## Étude du signal carré
Par opposition au signal en dents de scie qui comporte tous les harmoniques entiers, le signal carré ne comprend que les harmoniques entiers impairs.
À l'aide d'une série de Fourier, on peut décrire un signal carré xcarré (impair, évoluant entre +1 et -1, de rapport cyclique 1/2) comme une série infinie de la forme :
{\displaystyle {\begin{aligned}x_{\mathrm {carr{\acute {e}}} }(t)&{}={\frac {4}{\pi }}\sum _{k=0}^{\infty }{\sin {\left((2k+1)2\pi ft\right)} \over (2k+1)}\\&{}={\frac {4}{\pi }}\left(\sin(2\pi ft)+{\frac {1}{3}}\sin(6\pi ft)+{1 \over 5}\sin(10\pi ft)+\cdots \right).\end{aligned}}}
Le phénomène de Gibbs est une curiosité de la description d'un signal carré par une série de Fourier. On peut montrer que les oscillations supplémentaires constatées dans le cas d'un signal carré non–idéal est un artéfact en lien avec ce phénomène. Le phénomène de Gibbs peut être évité par l'usage d'une approximation sigma qui permettra à la séquence de converger plus doucement.
Pour avoir un signal carré idéal, il faut que le signal passe de sa valeur élevée à sa valeur basse proprement et instantanément. Ceci est impossible en réalité car il faudrait supposer une bande passante infinie. En réalité, les signaux carrés ont une bande passante finie et présentent souvent des oscillations supplémentaires semblables à celles du phénomène de Gibbs, ou des effets de rides proches de ceux de l'approximation sigma.

Animation de la synthèse additive d'un signal carré par augmentation du nombre d'harmoniques.

Comme première approche, on peut dire qu'au moins le fondamental et le troisième harmonique d'un signal carré doivent être présents, le cinquième harmonique restant souhaitable. Les conditions de bande passante sont essentielles dans les circuits numériques où on utilise des bandes passantes analogiques limitées proches d'un signal carré. En électronique, les transitoires sont importantes car elles peuvent aller au-delà des limites des circuits ou encore faire qu'un seuil mal positionné puisse être franchi à plusieurs reprises.
Le rapport entre la période où le signal est haut et la période totale d'un signal carré, est appelé « rapport cyclique ». Un signal carré vrai doit avoir un rapport cyclique de 1/2, c'est-à-dire avec des périodes hautes et basses égales. Quand le rapport cyclique n'est pas 1/2, on parle de signal rectangulaire. Le niveau moyen d'un signal carré est également donné par le rapport cyclique, donc, en faisant varier les périodes hautes et basses, puis en moyennant, il est possible de représenter toutes les valeurs entre les deux valeurs limites. Ceci est la base de la modulation de largeur d'impulsion.

## Caractéristiques des signaux carrés non–parfaits
Ainsi que nous l'avons déjà vu, un signal carré idéal passe instantanément de sa valeur haute à sa valeur basse. En réalité, ceci n'arrive jamais en raison des limitations physique des circuits générateurs de créneaux. La durée de montée du signal de son niveau bas à son niveau haut, et la durée de la descente sont respectivement appelés « temps de montée » et « temps de descente ».
Si le système est trop amorti le signal n'atteindra jamais ses valeurs théoriques hautes et basses, et s'il n'est pas assez amorti il oscillera entre les niveaux haut et bas avant de s'établir. Dans ces cas particuliers, les temps de montée et de descente sont mesurés entre des niveaux intermédiaires comme 5 % et 95 %, ou encore 10 % et 90 %. Il existe des formules qui permettent de déterminer la bande passante approximative d'un système donné à partir des temps de montée et de descente du signal.

## Autres définitions
Le signal carré a de nombreuses définitions qui sont toutes équivalentes, sauf dans les discontinuités.
- on peut le définir simplement comme la fonction signe d'une sinusoïde :

{\displaystyle \ x(t)=\operatorname {sgn}(\sin(t))}
qui sera égale à 1 quand la sinusoïde est positive, −1 quand elle est négative, et 0 dans les discontinuités ;
- on peut aussi le définir selon la fonction de Heaviside u(t) ou selon la fonction porte ⊓(t) ;

{\displaystyle \ x(t)=\sum _{n=-\infty }^{+\infty }\sqcap (t-nT)=\sum _{n=-\infty }^{+\infty }\left(u\left(t-nT+{1 \over 2}\right)-u\left(t-nT-{1 \over 2}\right)\right)}
T = 2 pour un rapport cyclique de 50 % ;
- le signal carré peut aussi être défini comme une fonction T-périodique vérifiant :

{\displaystyle \ x(t)={\begin{cases}1,&0<t<T/2\\0,&t=T/2\\-1,&T/2<t\leq T\end{cases}}}